# Balak (Bible)
Pour les articles homonymes, voir Balak (homonymie).

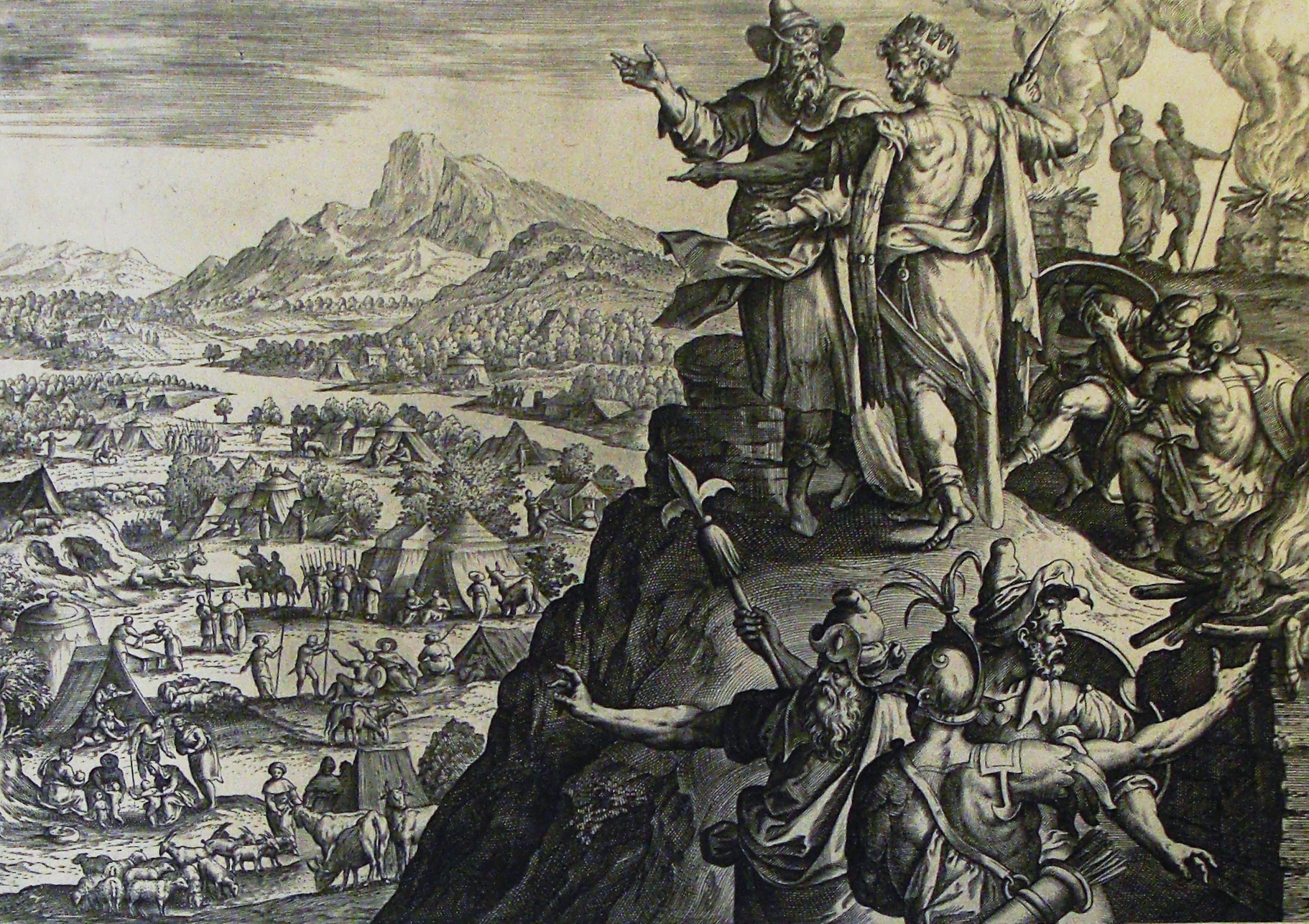
Balak (portant une couronne) avec Balaam

Balak fils de Zippor, de l'hébreu בָלָק (bālāq), est selon la Bible un roi de Moab. Alors que les Israélites campent dans les plaines de Moab à l'est du Jourdain, Balak et les anciens de Moab et de Madian décident de faire appel au prophète Balaam pour maudire les Enfants d'Israël (Nombres 22-24).